# Mauro Cía
Gualberto Mauro Cía Montaña, född 3 juli 1919 i Buenos Aires, död 3 januari 1990, var en argentinsk boxare.
Cía blev olympisk bronsmedaljör i lätt tungvikt i boxning vid sommarspelen 1948 i London.